# Grand Prix Formule 1 van Italië 2011

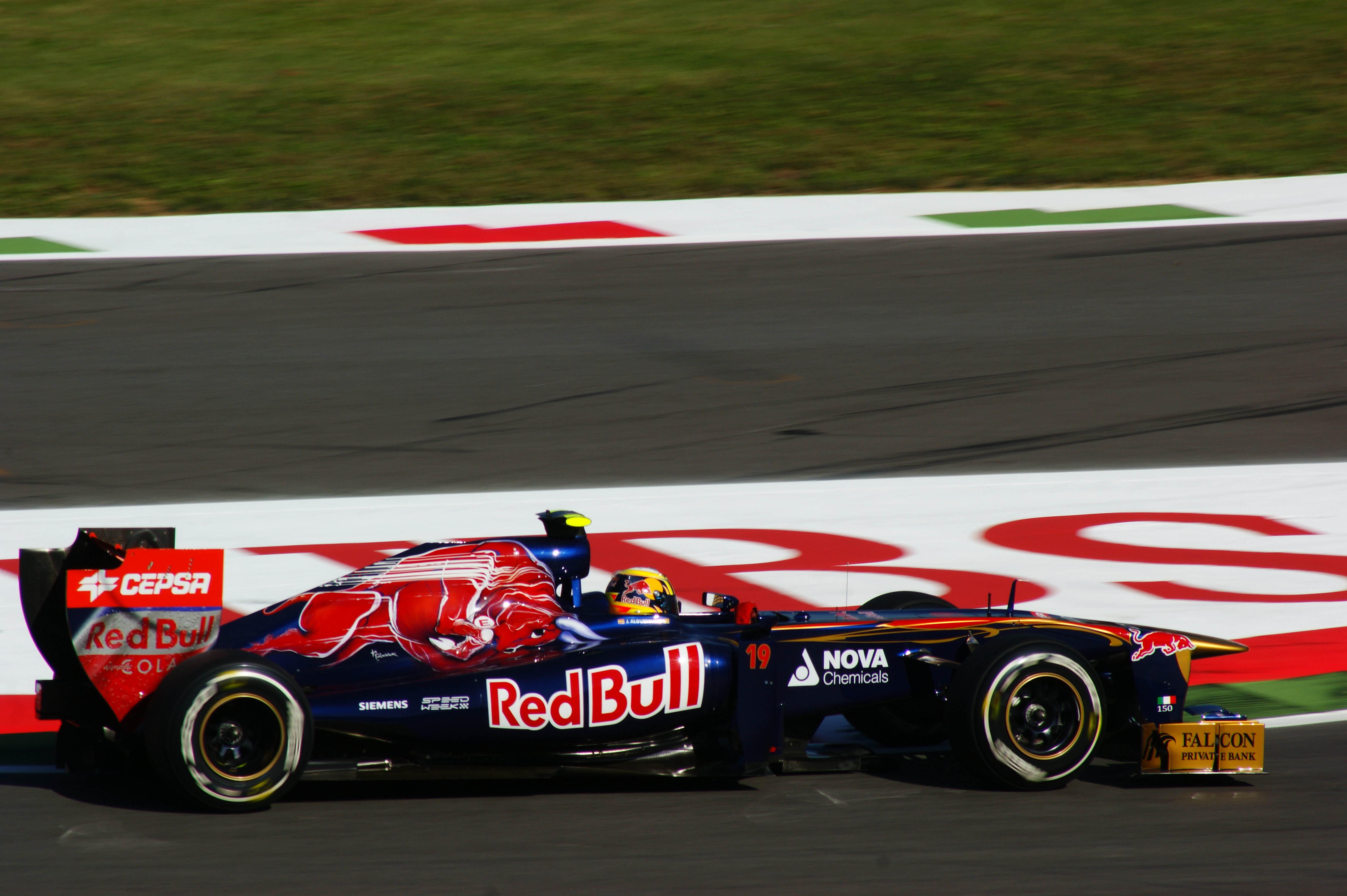
Met een zevende plaats finishte Jaime Alguersari in zijn Toro Rosso beter dan ooit tevoren in zijn nog jonge Formule 1-carrière.

De Grand Prix Formule 1 van Italië 2011 werd gehouden op 11 september 2011 op Monza. Het was de dertiende race uit het kampioenschap.

## Wedstrijdverloop

### Kwalificatie
Red Bull-coureur Sebastian Vettel behaalde voor de tiende keer in 2011 poleposition. McLaren-coureur Lewis Hamilton startte op de tweede startpositie, terwijl zijn teamgenoot Jenson Button de race vanaf de derde plaats aanving.

### Race
Vettel won ook de race; het was zijn achtste overwinning van het seizoen. Button eindigde als tweede, terwijl Ferrari-coureur Fernando Alonso het podium completeerde met een derde plaats. Al in de eerste ronde vond een ernstig ongeluk plaats, met als slachtoffers Vitali Petrov, Nico Rosberg en aanstichter Vitantonio Liuzzi. Liuzzi kreeg hiervoor vijf startplaatsen straf bij de volgende race. Enkele ronden later reed Red Bull-coureur Mark Webber tegen Ferrari-rijder Felipe Massa aan, waardoor Massa spinde en Webber zijn voorvleugel verspeelde, om even later in de bandenstapels te eindigen. McLaren-rijder Lewis Hamilton en Mercedes-coureur Michael Schumacher waren lang aan het vechten om een plaats, wat uiteindelijk resulteerde in een vierde plaats voor Hamilton en een vijfde voor Schumacher. Massa eindigde als zesde, Toro Rosso-coureur Jaime Alguersuari als zevende, de beste klassering in zijn F 1-loopbaan, en zijn teamgenoot Sébastien Buemi als tiende. Force India-coureur Paul di Resta veroverde vier punten met zijn achtste plaats en Renault-coureur Bruno Senna behaalde de eerste WK-punten van zijn carrière met een negende positie. HRT-coureur Daniel Ricciardo finishte wel, maar werd niet geklasseerd, omdat hij minder dan 90% van de raceafstand heeft afgelegd.

## Kwalificatie
| Pos                 | No | Coureur            | Constructeur         | Q1       | Q2       | Q3        | Grid |
| ------------------- | -- | ------------------ | -------------------- | -------- | -------- | --------- | ---- |
| 1                   | 1  | Sebastian Vettel   | Red Bull-Renault     | 1:24.002 | 1:22.914 | 1:22.275  | 1    |
| 2                   | 3  | Lewis Hamilton     | McLaren-Mercedes     | 1:23.976 | 1:23.172 | 1:22.725  | 2    |
| 3                   | 4  | Jenson Button      | McLaren-Mercedes     | 1:24.013 | 1:23.031 | 1:22.777  | 3    |
| 4                   | 5  | Fernando Alonso    | Ferrari              | 1:24.134 | 1:23.342 | 1:22.841  | 4    |
| 5                   | 2  | Mark Webber        | Red Bull-Renault     | 1:24.148 | 1:23.387 | 1:22.972  | 5    |
| 6                   | 6  | Felipe Massa       | Ferrari              | 1:24.523 | 1:23.681 | 1:23.188  | 6    |
| 7                   | 10 | Vitali Petrov      | Renault              | 1:24.486 | 1:23.741 | 1:23.530  | 7    |
| 8                   | 7  | Michael Schumacher | Mercedes             | 1:25.108 | 1:23.671 | 1:23.777  | 8    |
| 9                   | 8  | Nico Rosberg       | Mercedes             | 1:24.550 | 1:23.335 | 1:24.477  | 9    |
| 10                  | 9  | Bruno Senna        | Renault              | 1:24.914 | 1:24.157 | geen tijd | 10   |
| 11                  | 15 | Paul di Resta      | Force India-Mercedes | 1:24.574 | 1:24.163 |           | 11   |
| 12                  | 14 | Adrian Sutil       | Force India-Mercedes | 1:24.595 | 1:24.209 |           | 12   |
| 13                  | 11 | Rubens Barrichello | Williams-Cosworth    | 1:24.975 | 1:24.648 |           | 13   |
| 14                  | 12 | Pastor Maldonado   | Williams-Cosworth    | 1:24.798 | 1:24.726 |           | 14   |
| 15                  | 17 | Sergio Pérez       | Sauber-Ferrari       | 1:25.113 | 1:24.845 |           | 15   |
| 16                  | 18 | Sébastien Buemi    | Toro Rosso-Ferrari   | 1:25.164 | 1:24.932 |           | 16   |
| 17                  | 16 | Kamui Kobayashi    | Sauber-Ferrari       | 1:24.879 | 1:25.065 |           | 17   |
| 18                  | 19 | Jaime Alguersuari  | Toro Rosso-Ferrari   | 1:25.334 |          |           | 18   |
| 19                  | 21 | Jarno Trulli       | Lotus–Renault        | 1:26.647 |          |           | 19   |
| 20                  | 20 | Heikki Kovalainen  | Lotus–Renault        | 1:27.184 |          |           | 20   |
| 21                  | 24 | Timo Glock         | Virgin–Cosworth      | 1:27.591 |          |           | 21   |
| 22                  | 25 | Jérôme d'Ambrosio  | Virgin–Cosworth      | 1:27.609 |          |           | 22   |
| 23                  | 22 | Daniel Ricciardo   | HRT–Cosworth         | 1:28.054 |          |           | 23   |
| 24                  | 23 | Vitantonio Liuzzi  | HRT–Cosworth         | 1:28.231 |          |           | 24   |
| 107% tijd: 1:29.231 |    |                    |                      |          |          |           |      |

## Race
| Pos | No | Coureur            | Constructeur         | Rondes | Tijd/Oorzaak uitval | Grid | Punten |
| --- | -- | ------------------ | -------------------- | ------ | ------------------- | ---- | ------ |
| 1   | 1  | Sebastian Vettel   | Red Bull-Renault     | 53     | 1:20:46.172         | 1    | 25     |
| 2   | 4  | Jenson Button      | McLaren-Mercedes     | 53     | +9.590              | 3    | 18     |
| 3   | 5  | Fernando Alonso    | Ferrari              | 53     | +16.909             | 4    | 15     |
| 4   | 3  | Lewis Hamilton     | McLaren-Mercedes     | 53     | +17.417             | 2    | 12     |
| 5   | 7  | Michael Schumacher | Mercedes             | 53     | +32.677             | 8    | 10     |
| 6   | 6  | Felipe Massa       | Ferrari              | 53     | +42.993             | 6    | 8      |
| 7   | 19 | Jaime Alguersuari  | Toro Rosso-Ferrari   | 52     | +1 ronde            | 18   | 6      |
| 8   | 15 | Paul di Resta      | Force India-Mercedes | 52     | +1 ronde            | 11   | 4      |
| 9   | 9  | Bruno Senna        | Renault              | 52     | +1 ronde            | 10   | 2      |
| 10  | 18 | Sébastien Buemi    | Toro Rosso-Ferrari   | 52     | +1 ronde            | 16   | 1      |
| 11  | 12 | Pastor Maldonado   | Williams-Cosworth    | 52     | +1 ronde            | 14   |        |
| 12  | 11 | Rubens Barrichello | Williams-Cosworth    | 52     | +1 ronde            | 13   |        |
| 13  | 20 | Heikki Kovalainen  | Lotus-Renault        | 51     | +2 ronden           | 20   |        |
| 14  | 21 | Jarno Trulli       | Lotus-Renault        | 51     | +2 ronden           | 19   |        |
| 15  | 24 | Timo Glock         | Virgin-Cosworth      | 51     | +2 ronden           | 21   |        |
| NC  | 22 | Daniel Ricciardo   | HRT-Cosworth         | 39     | +14 ronden          | 23   |        |
| DNF | 17 | Sergio Pérez       | Sauber-Ferrari       | 32     | Versnellingsbak     | 15   |        |
| DNF | 16 | Kamui Kobayashi    | Sauber-Ferrari       | 21     | Versnellingsbak     | 17   |        |
| DNF | 14 | Adrian Sutil       | Force India-Mercedes | 9      | Hydrauliek          | 12   |        |
| DNF | 2  | Mark Webber        | Red Bull-Renault     | 4      | Ongeluk             | 5    |        |
| DNF | 25 | Jérôme d'Ambrosio  | Virgin-Cosworth      | 1      | Versnellingsbak     | 22   |        |
| DNF | 10 | Vitali Petrov      | Renault              | 0      | Ongeluk             | 7    |        |
| DNF | 8  | Nico Rosberg       | Mercedes             | 0      | Ongeluk             | 9    |        |
| DNF | 23 | Vitantonio Liuzzi  | HRT-Cosworth         | 0      | Ongeluk             | 24   |        |

## Noot
- Dit was de 25ste pole position voor Sebastian Vettel.

1921 · 1922 · 1923 · 1924 · 1925 · 1926 · 1927 · 1928 · 1931 · 1932 · 1933 · 1934 · 1935 · 1936 · 1937 · 1938 · 1947 · 1948 · 1949 · 1950 · 1951 · 1952 · 1953 · 1954 · 1955 · 1956 · 1957 · 1958 · 1959 · 1960 · 1961 · 1962 · 1963 · 1964 · 1965 · 1966 · 1967 · 1968 · 1969 · 1970 · 1971 · 1972 · 1973 · 1974 · 1975 · 1976 · 1977 · 1978 · 1979 · 1980 · 1981 · 1982 · 1983 · 1984 · 1985 · 1986 · 1987 · 1988 · 1989 · 1990 · 1991 · 1992 · 1993 · 1994 · 1995 · 1996 · 1997 · 1998 · 1999 · 2000 · 2001 · 2002 · 2003 · 2004 · 2005 · 2006 · 2007 · 2008 · 2009 · 2010 · 2011 · 2012 · 2013 · 2014 · 2015 · 2016 · 2017 · 2018 · 2019 · 2020 · 2021 · 2022 · 2023 · 2024 · 2025